# Natriumfluorid

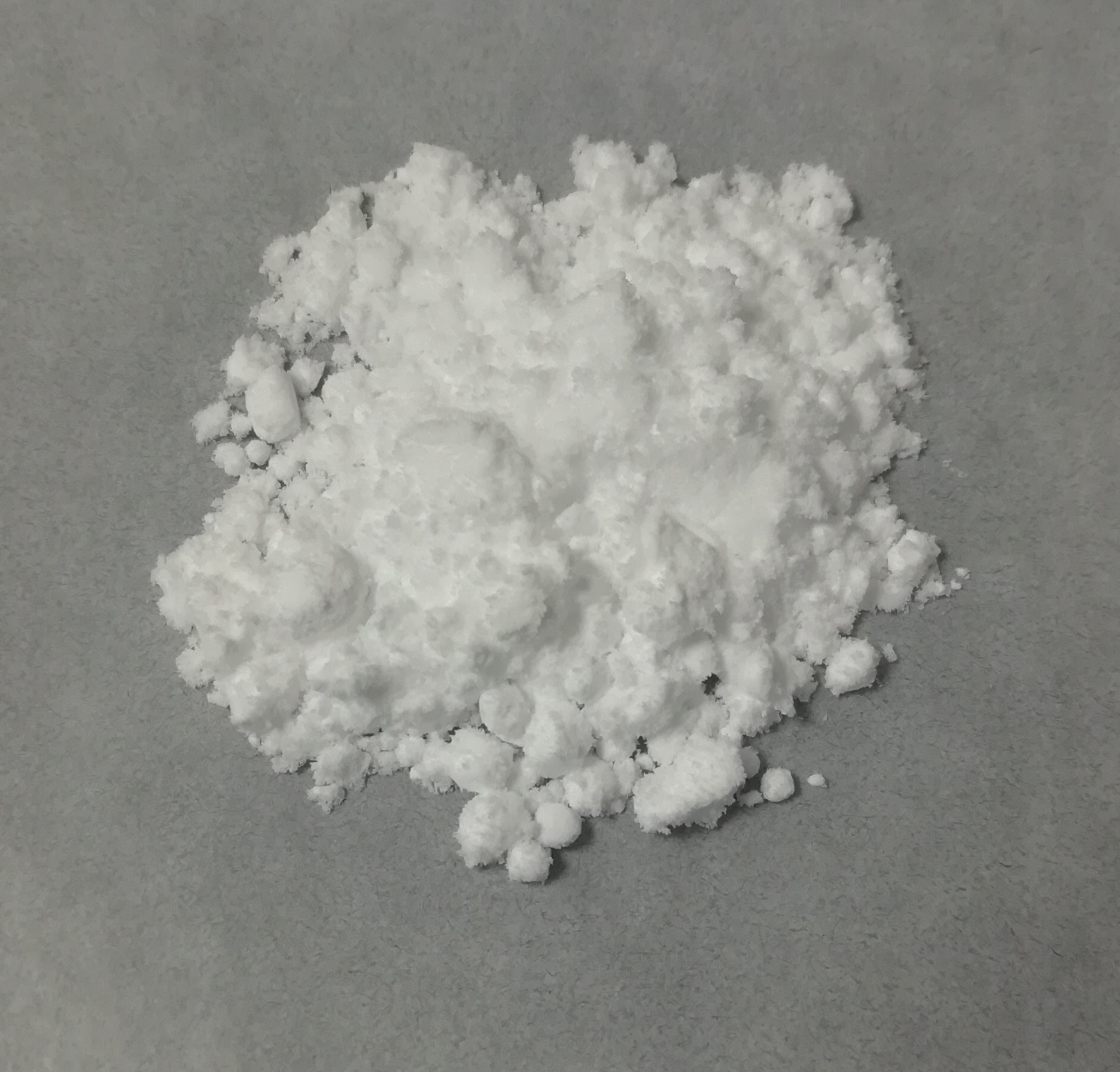
Natriumfluorid

Natriumfluorid är en jonförening med den kemiska formeln NaF. Natriumfluorid används ofta i tandkräm för att stärka tändernas emalj genom att tillföra fluor.

## Framställning
Natriumfluorid framställs genom att neutralisera fluorvätesyra med natriumhydroxid.
{\displaystyle {\rm {HF+NaOH\rightarrow NaF+H_{2}O}}}
Så länge lösningen innehåller oneutraliserad fluorvätesyra kommer det även att bildas ett bifluorid-salt (NaHF2).
{\displaystyle {\rm {HF+NaF\rightleftharpoons NaHF_{2}}}}
När bifluoriden upphettas så sönderfaller den i fluorvätesyra och natriumfluorid.